# قو جي
قو جي (بالصينية: 郭洁) هو منافس ألعاب قوى صيني، ولد في 16 يناير 1912 في داليان في الصين، وتوفي في 15 نوفمبر 2015 في شيان في الصين.

## وصلات خارجية
- قو جي على موقع أوليمبيديا (الإنجليزية)